# 劉雲樵
劉 雲樵（りゅう うんしょう、Liu Yun Quao, 1909年2月12日 - 1992年1月24日）は中国河北省滄州市（滄県東南郷）出身の中国武術家。漫画『拳児』（小学館）の台湾編に登場した「劉月侠（りゅう げつきょう）」のモデルになった人物。

## 人物・来歴
八極拳の達人として知られる李書文の関門弟子（最後の正式な弟子）である。幼少期に張耀庭から秘宗拳、その後李書文から李氏八極拳、劈掛掌を学んだ他には、宮宝田から尹派八卦掌、丁子成から六合蟷螂拳、張驤伍から楊家太極拳、昆吾剣などを伝承した。
李書文の付き人であった少年時代、武術好きだった山東省の張驤伍将軍に招かれて集った武術家達と他流試合を行い全戦全勝、「山東小覇王」の異名を取り、その後中国国民党軍において特殊工作員として活動した。但し、劉が工作員であったことを示す資料は残っておらず、そのためその経歴を疑問視する声もあるが、その一方で、資料が一切残っていないのは劉が極秘任務を担当するのが常だったためとも言われている。
日中戦争後に再開された中国国民党と中国共産党の内戦の激化をきっかけに、1949年、台湾に亡命。それから約20年間、一市民として静かに生活していたが、六合螳螂拳時代の兄弟子・張詳三との再会を機に、武術家としての活動を再開する。1971年6月、武学研究社を設立し、武術専門雜誌『武壇』を創刊。武壇廃刊後は武学研究社を武壇国術推広中心と改め、数千の学生へ武術を指導する傍ら、中華民国総統府侍衛隊の武術教官を務めた。直弟子には梁紀慈、徐紀、蘇昱彰、黄義男、戴士哲、金立言、彭武熾らがいる。また、松田隆智や大柳勝のように孫弟子であっても親しく教授を受けた者も若干いる。